# بی ویو (میشیگان)
بی ویو (به انگلیسی: Bay View) یک حوزه سرشماری در ایالات متحده آمریکا است که در میشیگان واقع شده‌است.